# Namiyoke Inari-jinja

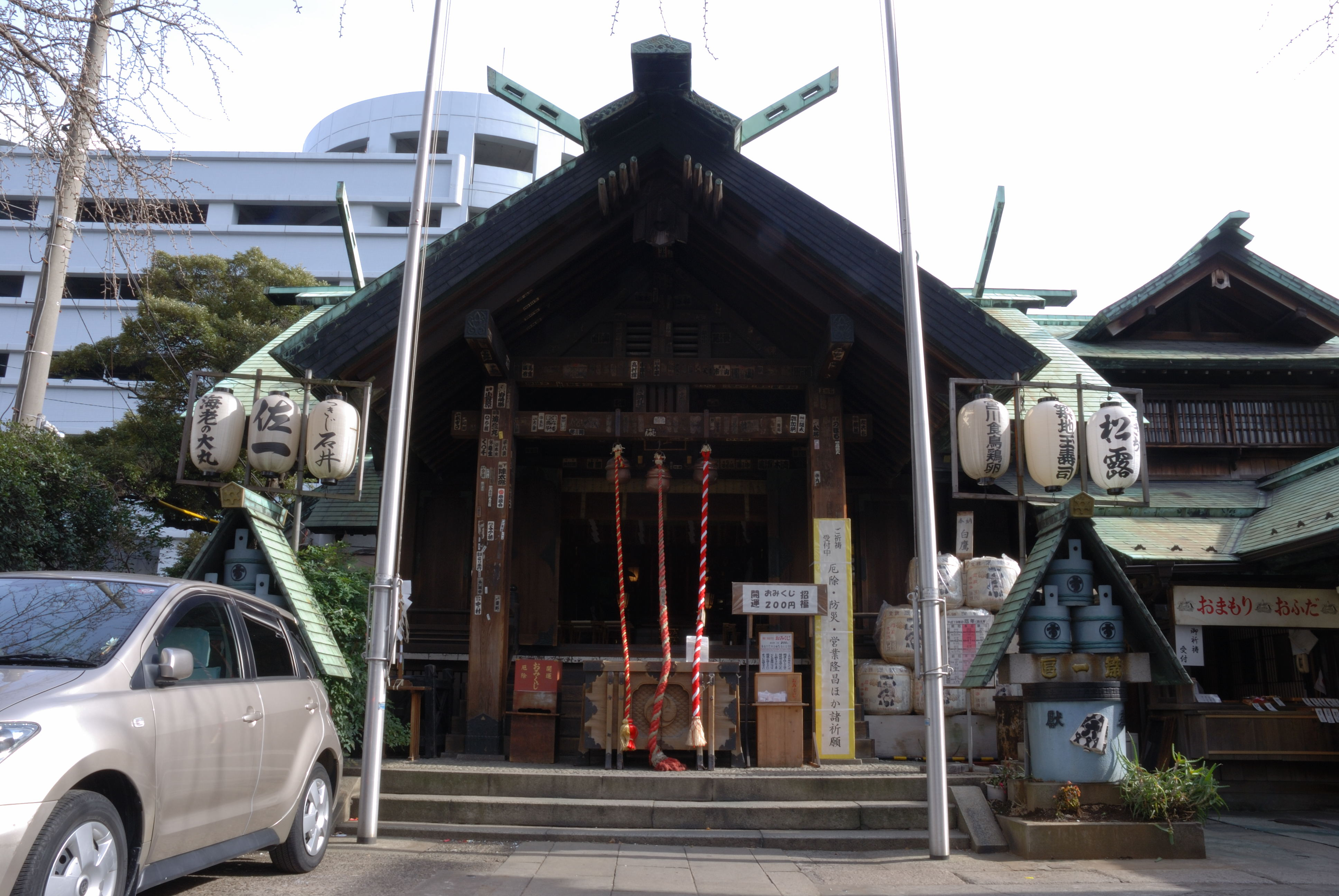
Vue du Namiyoke Inari-jina.

Le Namiyoke Inari-jinja (波除稲荷神社) est un sanctuaire shinto situé à Tsukiji, dans l'arrondissement de Chūō-ku à Tokyo. C'est un sanctuaire Inari construit en 1659 au bord de l'eau quand cette partie de Tokyo (alors Edo) a été créée à partir de remblais après le grand incendie de Meireki en 1657. Le nom du sanctuaire signifie littéralement « protection contre les vagues ».
Après l'établissement du marché aux poissons de Tsukiji à son actuel emplacement à la suite du séisme de 1923 de Kantō, le Namiyoke Inari-jinja est devenu un sanctuaire tuteur officieux pour le marché et ses commerçants. La cour du sanctuaire est parsemée de plaques commémoratives et sculptures diverses offertes par des groupes de commerce du marché.

## Référence
- (en) Cet article est partiellement ou en totalité issu de l’article de Wikipédia en anglais intitulé « Namiyoke Inari Shrine » (voir la liste des auteurs).